# 5 februari
5 februari är den 36:e dagen på året i den gregorianska kalendern. Det återstår 329 dagar av året (330 under skottår).

## Återkommande bemärkelsedagar

### Flaggdagar
- Danmark: Drottningens födelsedag
- Finland: Runebergsdagen (till minne av den finske nationalskalden Johan Ludvig Runebergs födelse 1804)

## Namnsdagar

### I den svenska almanackan
- Nuvarande – Agata och Agda
- Föregående i bokstavsordning
  - Agata – Namnet har funnits på dagens datum sedan gammalt, men flyttades 1993 till 20 september, för att sammanföras med Agda, som fanns där. 2001 flyttades det tillbaka till dagens datum.
  - Agda – Namnet infördes 1901 på 20 september. Där fanns det fram till 2001, då det, tillsammans med Agata, flyttades till dagens datum.
  - Aili – Namnet infördes på dagens datum 1986, men utgick 1993.
  - Alvi – Namnet infördes på dagens datum 1986, men utgick 1993.
  - Lisa – Namnet infördes 1986 på 19 november. 1993 flyttades det till dagens datum, men flyttades 2001 till 20 september.
  - Elise – Namnet infördes 1986 på 17 april. 1993 flyttades det till dagens datum, men flyttades 2001, tillsammans med Lisa, till 20 september.
- Föregående i kronologisk ordning
  - Före 1901 – Agata
  - 1901–1985 – Agata
  - 1986–1992 – Agata, Aili och Alvi
  - 1993–2000 – Lisa och Elise
  - Från 2001 – Agata och Agda
- Källor
  - Brylla, Eva (red.): Namnlängdsboken, Norstedts ordbok, Stockholm, 2000. ISBN 91-7227-204-X
  - af Klintberg, Bengt: Namnen i almanackan, Norstedts ordbok, Stockholm, 2001. ISBN 91-7227-292-9

### Finlandssvenska almanackan
- Nuvarande från 1950[1] – Sture
- I föregående revideringar[a][2]
  - 1929–1949 – Johan Ludvig

## Händelser
- 1265 – Sedan Urban IV har avlidit året före väljs Gui Faucoi till påve och tar namnet Clemens IV.[3]
- 1811 – Den brittiske kungen Georg III blir omyndigförklarad på grund av galenskap. Även om han officiellt förblir kung av Storbritannien till sin död 1820 tar hans son Georg (IV) nu över som regent för resten av hans regeringstid.
- 1818 – Vid Karl XIII:s död efterträds han som kung av Sverige och Norge av den 1810 utsedde svenske kronprinsen Karl XIV Johan (i Norge med namnet Karl III Johan). Dennes gemål Desideria blir därmed båda ländernas drottning och deras son Oscar (I) blir deras kronprins.
- 1989 – Tv-kanalerna Sky News och Eurosport inleder sändningar (Sky News från London). Eurosport är ett samarbete mellan Europeiska radio- och TV-unionen (EBU) och Sky News' bolag Sky Television, som ägs av den australiske mediemogulen Rupert Murdoch. Sky News blir den första europeiska tv-kanal, som sänder dygnet runt.
- 1994 – Första markalemassakrerna inträffar under bosniska kriget.
- 2012 – Sauli Niinistö väljs till president i Finland genom att han vinner den andra valomgången i presidentvalet.

## Födda
- 1708 – Pompeo Batoni, italiensk målare
- 1788 – Robert Peel, brittisk politiker, Storbritanniens premiärminister 1834–1835 och 1841–1846
- 1802 – Tilghman Tucker, amerikansk demokratisk politiker, guvernör i Mississippi 1842–1844
- 1804 – Johan Ludvig Runeberg, finlandssvensk författare och poet, Finlands nationalskald
- 1810 – Ole Bull, norsk kompositör och violinist
- 1836 – Nikolaj Dobroljubov, rysk litteraturkritiker
- 1848 – Belle Starr, amerikansk brottsling
- 1849 – August Palm, svensk skräddare och socialdemokratisk agitator, känd som Mäster Palm
- 1870 – Alfred E. Reames, amerikansk demokratisk politiker, senator för Oregon
- 1875 – David Petander, svensk präst och vandringspredikant
- 1878 – André Citroën, fransk entreprenör, skapare av bilmärket Citroën
- 1882 – John C.B. Ehringhaus, amerikansk demokratisk politiker, guvernör i North Carolina 1933–1937
- 1890 – Sture Baude, svensk skådespelare
- 1893
  - Walter Lindström, svensk skådespelare
  - Roman Ingarden, polsk filosof
- 1895 – Berit Spong, svensk författare
- 1900
  - Nils Idström, svensk skådespelare, författare och manusförfattare
  - Adlai Stevenson, amerikansk politiker
- 1906 – John Carradine, amerikansk skådespelare
- 1907 – Pierre Pflimlin, fransk politiker, Frankrikes premiärminister 13 maj–1 juni 1958
- 1911 – Jussi Björling, svensk operasångare (tenor)
- 1912 – Josef Blösche, tysk SS-Rottenführer och krigsförbrytare
- 1914
  - William S. Burroughs, amerikansk författare
  - Alan L. Hodgkin, brittisk fysiolog, mottagare av Nobelpriset i fysiologi eller medicin 1963
- 1915 – Robert Hofstadter, amerikansk fysiker, mottagare av Nobelpriset i fysik 1961
- 1917 – Vivica Bandler, finländsk teaterregissör, manusförfattare och teaterchef
- 1919 – Red Buttons, amerikansk skådespelare
- 1928 – Tage Danielsson, svensk komiker, författare, regissör och skådespelare
- 1930 – Ilon Wikland, estnisk-svensk illustratör
- 1933 – Jörn Donner, finlandssvensk författare, filmproducent, journalist, kritiker, politiker, filosofie magister och professor
- 1934 – Hank Aaron, amerikansk basebollspelare
- 1940 – H.R. Giger, schweizisk konstnär
- 1941 – Stephen J. Cannell, amerikansk manusförfattare och författare
- 1943 – Michael Mann, amerikansk filmregissör, producent och manusförfattare
- 1945 – Diana Kjaer, svensk skådespelare
- 1948
  - Sven-Göran Eriksson, svensk fotbollstränare, förbundskapten för bland annat Englands herrfotbollslandslag 2001–2006 och Mexikos herrfotbollslandslag 2008–2009
  - Christopher Guest, amerikansk filmregissör, manusförfattare, kompositör och skådespelare
  - Barbara Hershey, amerikansk skådespelare
- 1950
  - Kerstin Koorti, svensk brottmålsadvokat
  - Claes Månsson, svensk skådespelare
- 1962 – Jennifer Jason Leigh, amerikansk skådespelare
- 1964
  - Helena Bergström, svensk skådespelare
  - Laura Linney, amerikansk skådespelare
  - Duff McKagan, amerikansk hårdrocksbasist i grupperna Guns N' Roses och Velvet Revolver
- 1965 – Gheorghe Hagi, rumänsk fotbollsspelare
- 1966
  - José María Olazábal, spansk golfspelare
  - Niklas Holmgren, svensk sportkommentator
- 1967 – Alexandre Najjar, libanesisk författare
- 1968 – Marcus Grönholm, finlandssvensk rallyförare
- 1969 – Michael Sheen, brittisk skådespelare
- 1972 – Drottning Mary av Danmark, tidigare australiensisk jurist
- 1974
  - Jesper Blomqvist, svensk fotbollsspelare, VM-brons 1994, kopia av Svenska Dagbladets guldmedalj
  - Erica Johansson, svensk friidrottare
- 1981 ‒ Cecilia Berlin, svensk docent
- 1982 – Luigi Di Costanzo, italiensk vattenpolospelare
- 1984 – Carlos Tévez, argentinsk fotbollsspelare
- 1985 – Cristiano Ronaldo, portugisisk fotbollsspelare
- 1987 – Linus Omark, svensk ishockeyspelare
- 1991 – Nabil Bahoui, svensk fotbollsspelare
- 1992 – Neymar, brasiliansk fotbollsspelare
- 1995 – Adnan Januzaj, belgisk fotbollsspelare
- 1996 – Stina Blackstenius, svensk fotbollsspelare, OS-silver 2016 och 2020, VM-brons 2019 och 2023

## Avlidna
- 1379 – Niels Jensen (Bild), dansk kyrkoman, ärkebiskop i Lunds stift sedan 1361
- 1661 – Shunzhi, 22, kejsare av Kina sedan 1644
- 1679 – Joost van den Vondel, 91, nederländsk diktare och författare
- 1705 – Philipp Jacob Spener, 70, tysk teolog
- 1714 – Carlo Fontana, 79, italiensk arkitekt
- 1803 – Giovanni Battista Casti, 78, italiensk skald
- 1818 – Karl XIII, 69, svensk riksföreståndare 1809, kung av Sverige sedan 1809 och av Norge sedan 1814
- 1822 – Jeremiah B. Howell, 50, amerikansk demokratisk-republikansk politiker, senator (Rhode Island) 1811–1817
- 1825 – Elisabetta Canori Mora, 50, italiensk tertiar inom trinitarieorden, saligförklarad 1994
- 1877 – C.V.A. Strandberg, 59, svensk tidningsman och lyriker med pseudonymen Talis Qualis, ledamot av Svenska Akademien sedan 1862
- 1881 – Thomas Carlyle, 85, brittisk författare och historiker
- 1892
  - Emilie Flygare-Carlén, 84, svensk författare
  - Adam Smedberg, 79, svensk roparpredikant och artillerist
- 1915 – Johan Boström, 91, svensk godsägare och riksdagsman
- 1924 – Joseph M. Carey, 79, amerikansk republikansk politiker och jurist
- 1927 – Inayat Khan, 44, indisk musiker och sufier
- 1940 – Charles S. Deneen, 76, amerikansk republikansk politiker
- 1945 – Ragnar Östberg, 78, svensk arkitekt
- 1947 – Hans Fallada, 54, tysk författare
- 1955 – Victor Houteff, 69, amerikansk religiös förkunnare, författare och grundare av den davidiska sjundedagsadventismen
- 1957
  - Redfield Proctor Jr., 77, amerikansk republikansk politiker, guvernör i Vermont 1923–1925
  - Walter Murray, 85, svensk politiker, minister och landshövding i Västmanlands län
- 1962
  - Jacques Ibert, 71, fransk tonsättare
  - Leon Björker, 62, svensk operasångare
- 1965 – Irving Bacon, 71, amerikansk skådespelare
- 1974 – Dan Edward Garvey, 87, amerikansk demokratisk politiker, guvernör i Arizona 1948–1951
- 1977 – Oskar Klein, 82, svensk teoretisk fysiker
- 1983 – Sten Frykberg, 72, svensk dirigent och kompositör
- 1984 – Manès Sperber, 78, österrikisk författare
- 1995 – Doug McClure, 59, amerikansk skådespelare
- 2000 – Göran Tunström, 62, svensk författare
- 2003 – Torsten Sjöholm, 81, svensk skådespelare
- 2005
  - Veikko Helle, 93, finländsk socialdemokratisk politiker
  - Norman Worker, 77, brittisk manusförfattare
  - Gnassingbé Eyadéma, 69, före detta president i Togo
- 2008 – Maharishi Mahesh Yogi, 90, indisk guru, grundare av transcendental meditation
- 2010
  - Ian Carmichael, 89, brittisk skådespelare
  - Cecil Heftel, 85, amerikansk demokratisk politiker
- 2011
  - Brian Jacques, 71, brittisk barnboksförfattare
  - Peggy Rea, 89, amerikansk skådespelare
- 2013
  - Viveka Heyman, 93, svensk journalist och författare
  - Egil Hovland, 88, norsk kompositör, organist och körledare
  - Gunilla von Bahr, 71, svensk flöjtist och musikchef
- 2014
  - Robert A. Dahl, 98, amerikansk statsvetare
  - Mirkka Rekola, 82, finländsk poet och essäist
- 2015 – Val Fitch, 91, amerikansk fysiker, mottagare av Nobelpriset i fysik 1980
- 2016 – Bodil Malmsten, 71, svensk författare
- 2017
  - Björn Granath, 70, svensk skådespelare
  - Christian Ljunggren, 75, svensk dirigent och radioproducent
- 2020
  - Stanley Cohen, 97, amerikansk biokemist, mottagare av Nobelpriset i fysiologi eller medicin 1986
  - Kirk Douglas, 103, amerikansk skådespelare
- 2021 – Christopher Plummer, 91, kanadensisk skådespelare
- 2023 – Pervez Musharraf, 79, pakistansk militär och politiker, president 2001–2008
- 2024 – Dries van Agt, 93, nederländsk politiker